# Clément Serveau
Henri Clément Serveau, dit Clément-Serveau (Paris 10e, 29 juin 1886 – Paris 8e, 8 juillet 1972) est un peintre, dessinateur, graveur et illustrateur français.

## Biographie
Cette section ne s'appuie pas, ou pas assez, sur des sources secondaires ou tertiaires indépendantes du sujet.

Pour l'améliorer, ajoutez-en, ou placez des modèles {{Source secondaire souhaitée}} ou {{Source secondaire nécessaire}} sur les passages mal sourcés. (février 2023)
Henri Clément Serveau suit successivement les cours de l'École nationale des arts décoratifs puis de l'École nationale supérieure des beaux-arts à Paris de 1904 à 1914. 
Il débute en 1905 au Salon des indépendants[réf. souhaitée] et participe ensuite aux Salons des artistes français, aux Salons d'automne, aux Salons des Tuileries. 
En 1907-1909, il est militaire au 15e bataillon de chasseurs à pied dans les Vosges à Remiremont. Il est inscrit à l'École municipale de dessin dirigée par monsieur Rondot. À la distribution des prix en juillet 1908, il est classé hors-concours. Idem le 29 juillet 1909. Parmi les membres du jury se trouve l'architecte Charles Hindermeyer. Serveau a 21 ans, mademoiselle Yvette Hindermeyer en a 17. Ils se marient en 1913 à Remiremont. Par la suite, ses séjours à Remiremont sont fréquents, il y réalise des toiles, paysages et portraits. 
Directeur artistique des éditions Ferenczi dès 1919, il illustre, à l'aide de la technique du bois gravé, de nombreux ouvrages (soixante-dix-huit) du Livre moderne illustré. Colette en fut la directrice littéraire pendant plusieurs années. Il participe également à une trentaine d'autres ouvrages. Il reçoit une médaille d'honneur en 1920, de bronze en 1921, d'argent en 1926 et enfin d'or en 1929.
Pour les monuments aux morts conçus par son beau-père Charles Hindermeyer dans la région de Remiremont, il crée les cartons des mosaïques pour : Le Syndicat en 1923, Ventron en 1923, émaux de Venise exécutés par Moro-Lin, Rupt-sur-Moselle en 1923 par les frères Mauméjean, mosaïstes à Paris, et La Bresse en 1923, exposé au Salon la même année, réalisé également par les frères Mauméjean. Grâce à son maître Luc-Olivier Merson, il crée des maquettes de billets de banque. Il dessine ou grave quarante-deux timbres-poste français ou étrangers de 1956 à 1970[réf. souhaitée]. En septembre 1933, il se remarie à Paris 9e avec Sara Sophie Wisoume (née à Smolensk en janvier 1903 et décédée en 1996).
Après un voyage en Grèce en 1934, il s'adonne au post-cubisme. Il participe à des expositions comme à Langres en 1935 aux côtés des peintres naturalistes franc-comtois Robert Fernier et Georges Fréset, ou au Salon des artistes français à Paris[source secondaire souhaitée]. Il est nommé chevalier de la Légion d'honneur en 1936. Il réalise aussi un grand nombre de fresques dont une de six mètres sur trois au lycée de Meaux[réf. souhaitée], où il a été élève. Il dirige l'École de fresques de l'École nationale supérieure des beaux-arts[réf. souhaitée], décore le pavillon du tourisme à l'Exposition universelle de 1937. Il participe à de nombreuses expositions d'art français (Suède, Londres, États-Unis, Canada...) où chaque fois il réalise et vend des œuvres.
En 1948, il expose à la Galerie Barreiro.
Il décède à Paris le 8 juillet 1972, il est enterré au cimetière de Bourbonne-les-Bains où il possédait une maison rue Vellonne. Une salle du musée local lui est consacrée.

## Exemples de billets et timbres
- le billet de 5 francs Berger

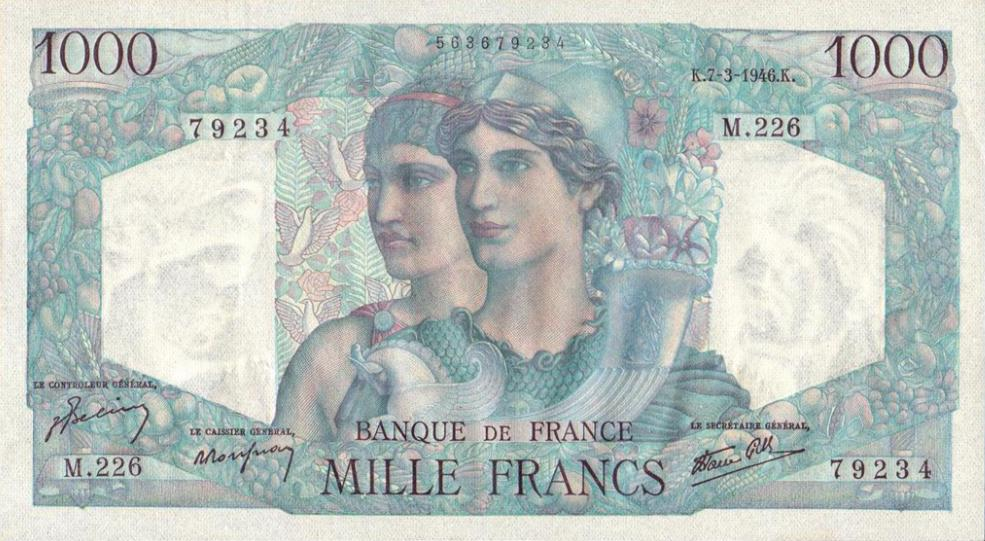
France, 1000 francs Minerve et Hercule, 1945, Clément Serveau, gravé par André Marliat et Ernest-Pierre Deloche.

- le billet de 300 francs émis en 1945
- le billet de 1000 francs Minerve et Hercule
- les billets de 100 francs type 1936 pour l'Institut Afrique Occidentale Française et le Togo
- Le même billet de 100 francs type 1956 modifié 1960 pour la BCEAO
- Le billet  de 1000 francs type 1945 modifié 1956 pour l'Institut Afrique Occidentale Française et le Togo
- les billets de 1000 et 5000 francs type 1960 pour la BCEAO
- les billets de 50- 500-5000 francs type 1950 pour la Banque de Madagascar et Comores y.c surchargés
- Les 42 blocs-feuillets, carnets ou timbres français de Clément Serveau. Listage dans l'ordre des dates de mise en vente.